# Виккьо
Виккьо (итал. Vicchio) — коммуна в Италии, располагается в регионе Тоскана, в провинции Флоренция.
Население составляет 8124 человека (2008 г.), плотность населения составляет 59 чел./км². Занимает площадь 138 км². Почтовый индекс — 50039. Телефонный код — 055.
Покровителем коммуны почитается святой Иоанн Креститель, празднование 24 июня.

## Демография
Динамика населения:

## Администрация коммуны
- Официальный сайт: http://www.comune.vicchio.fi.it/